# InfoWars
InfoWars (infowars.com) ist ein US-amerikanisches Onlineportal für rechtsgerichtete Meinungen und Verschwörungstheorien. Es wird von dem Hörfunkmoderator und Verschwörungstheoretiker Alex Jones betrieben. Das Onlineportal wird als politisch rechtsaußen bezeichnet.

## Geschäftsmodell
Jones gilt als der einflussreichste Verschwörungstheoretiker in den USA. Er wurde durch eine landesweit verbreitete werktägliche Hörfunksendung bekannt, die regelmäßig als politisch rechtsaußen eingestuft wurde. Einen Großteil seiner Einnahmen erzielt er laut Medienberichten mit dem Verkauf von Produkten (Nahrungsergänzungsmitteln, beschusshemmenden Westen, Merchandising u. a), die er auf InfoWars und seinen weiteren Kanälen bewarb.
Die Seite veröffentlichte mehrfach falsche Geschichten. Im Februar 2018 wurde Alex Jones Diskriminierung und sexuelle Belästigung von Angestellten vorgeworfen. InfoWars und speziell Jones warben für eine Reihe von Verschwörungstheorien, insbesondere angebliche False Flag Operationen durch die US-Regierung (dazu gehören Verschwörungstheorien zum 11. September 2001 und die angebliche Inszenierung des Massenmordes in Las Vegas 2017 oder des Amoklaufs an der Sandy Hook Elementary School). InfoWars war in mehrere gerichtliche Auseinandersetzungen verwickelt und wurde von einer Reihe Sozialer Medien gesperrt.

## Geschichte
Mitte des Jahres 2018 löschten die Online-Dienste YouTube, Facebook, Spotify und Apple Beiträge von Jones und andere über InfoWars verbreitete Inhalte. Im August 2018 sperrte Twitter seinen persönlichen Account für eine Woche. Daraufhin empfahl er, die kostenlose InfoWars-App herunterzuladen. Im September 2018 stellte der Bankdienstleister PayPal seine Geschäftskontakte zu InfoWars ein, weil das Portal Hass und Intoleranz verbreite.
Während einer Pressekonferenz mit US-Präsident Donald Trump im November 2018 wurde der CNN-Reporter Jim Acosta nach Fragen zu einer angeblichen Flüchtlingsinvasion aus Mittelamerika und zu den Ermittlungen zum möglichen russischen Einfluss auf den US-Wahlkampf von Trump persönlich angegriffen. In der Folge wurde ihm die Akkreditierung für das Weiße Haus bis auf weiteres entzogen. Die Sprecherin des Weißen Hauses Sarah Sanders teilte anschließend ein Video, das Acosta der Gewaltanwendung überführen sollte. Das Video stammte von InfoWars und wurde laut Medienberichten durch Schnitttechniken manipuliert.
Im April 2022 meldete InfoWars vor einem Bezirksgericht in Texas Insolvenz an, um sich den Kosten von Verleumdungsklagen zu entziehen. Im November 2024 ersteigerte die Satireseite The Onion InfoWars während des Insolvenzverfahrens in einer Auktion. The Onion plante, das Angebot in eine Persiflage von rechtsradikalen Verschwörungswebseiten umzuwandeln. Die Versteigerung war Teil eines Vergleichsfahrens, nachdem Angehörige von Opfern des Amoklaufs an der Sandy Hook Elementary School mit 26 Toten im Jahr 2012 eine Verleumdungsklage angestrengt hatten. Jones hatte das Geschehen damals als „gigantische Falschmeldung“ (Hoax) bezeichnet. An den Vergleich, der einen Schadenersatz von 1,5 Milliarden US-Dollar vorsah, hatte sich Jones nicht gehalten.
Auf Beschwerde von Alex Jones, dass die Auktion nicht transparent und angeblich manipuliert worden sei, wurde die Übertragung am 14. November 2024 bundesgerichtlich ausgesetzt und eine Anhörung angesetzt. Am Montag, dem 18. November 2024 erhob Alex Jones eine Klage gegen den Insolvenz-Sequester, die Muttergesellschaft von The Onion und die Hinterbliebenen der Sandy-Hook-Opfer. Sie hätten sich bei der Auktion illegal verschworen, so die Klagebegründung. Am 11. Dezember 2024 hielt der Insolvenzrichter den Verkauf auf. Alle Beteiligten hätten in gutem Glauben gehandelt, das Gebot von The Onion sei prinzipiell auch nicht zu beanstanden. Der vom Sequester durchgeführte Prozess habe aber potenziell höhere Gebote verhindert und sei deshalb fehlerhaft.